# Necronomicon (film)
Pour les articles homonymes, voir Necronomicon (homonymie).
Pour plus de détails, voir Fiche technique et Distribution.
Necronomicon (titre original : H.P. Lovecraft's: Necronomicon, mais aussi connu sous les titres Necronomicon, Necronomicon: Book of the Dead et Necronomicon: To Hell and Back) est un film d'horreur à sketches franco-américain, réalisé par Brian Yuzna, Christophe Gans et Shūsuke Kaneko et sorti en 1993.

## Synopsis
Ce film est composé de 4 segments, tous reliés à l'œuvre de H. P. Lovecraft :
- The Library (réalisé par Brian Yuzna et scénarisé par Brent V. Friedman)
- The Drowned (réalisé et scénarisé par Christophe Gans)
- The Cold (réalisé par Shūsuke Kaneko et scénarisé par Kazunori Itō (en))
- Whispers (réalisé et scénarisé par Brian Yuzna)

## Fiche technique
- Titre : Necronomicon
- Titre original : H.P. Lovecraft's: Necronomicon
- Réalisation : Brian Yuzna, Christophe Gans et Shūsuke Kaneko (crédité Shu Kaneko)
- Scénario : Brent V. Friedman, Christophe Gans, Kazunori Itō (en) et Brian Yuzna, d'après l'œuvre de H. P. Lovecraft (Les Rats dans les murs, Celui qui chuchotait dans les ténèbres et Air froid (en))
- Directeur de la photographie : Russ Brandt, Gerry Lively (en)
- Montage : Christopher Roth, Keith H. Sauter
- Musique : Joseph LoDuca, Daniel Licht
- Direction artistique : Anthony Tremblay
- Costumes : Ida Gearon
- Production : Takashige Ichise, Brian Yuzna, Samuel Hadida, Aki Komine, Gary Schmoelier, Davis-Films
- Pays d'origine :  États-Unis,  France
- Genre : horreur, film à sketches
- Durée : 96 minutes
- Date de sortie :
  - Royaume-Uni : novembre 1993
  - États-Unis : 29 octobre 1996
- Film interdit aux moins de 12 ans lors de sa sortie en France.

## Distribution
- Bruce Payne : Edward De LaPoer
- Richard Lynch (VF : Bruno Devoldère) : Jethro De LaPoer
- Jeffrey Combs (VF : Yves Beneyton) : H. P. Lovecraft
- Belinda Bauer : Nancy Gallmore
- David Warner (VF : Jean-Claude De Goros) : Dr Madden
- Tony Azito (en) (VF : Régis Ivanov) : le bibliothécaire
- Juan Fernández (en) : le préposé
- Brian Yuzna : le chauffeur de taxi
- Vladimir Kulich : un villageois
- Maria Ford (en) : Clara
- Millie Perkins : Lena
- Dennis Christopher (VF : Chris Bénard) : Dale Porkel
- Curt Lowens : M. Hawkins
- Gary Graham : Sam
- Signy Coleman (VF : Maïk Darah) : Sarah
- Obba Babatundé (VF : Sylvain Lemarie) : Paul
- Don Calfa : M. Benedict
- Judith Drake (VF : Elisabeth Wiener) : Mrs. Benedict

## Distinctions

### Récompenses
- Fantafestival 1994 :
  - Meilleurs effets spéciaux
- Fantasporto 1994 :
  - Meilleurs effets spéciaux

### Nominations
- Saturn Award 1997 :
  - Saturn Award de la meilleure édition VHS
- Fantasporto 1994 :
  - Meilleur film